# Primera División de Chile 1936
Primera División de Chile 1936 var den chilenska högstaligan i fotboll för herrar för säsongen 1936, som slutade med att Audax Italiano vann mästerskapet.

## Sluttabell
| Plac | Lag                | Poäng | S  | V | O | F | GM | IM | MSK |
| ---- | ------------------ | ----- | -- | - | - | - | -- | -- | --- |
| 1    | Audax Italiano     | 16    | 10 | 7 | 2 | 1 | 38 | 20 | 18  |
| 2    | Magallanes         | 12    | 10 | 6 | 0 | 4 | 31 | 21 | 10  |
| 3    | Colo-Colo          | 10    | 10 | 4 | 2 | 4 | 26 | 24 | 2   |
| 4    | Santiago Morning   | 10    | 10 | 4 | 2 | 4 | 21 | 24 | -3  |
| 5    | Santiago Badminton | 7     | 10 | 2 | 3 | 5 | 23 | 43 | -20 |
| 6    | Unión Española     | 5     | 10 | 1 | 3 | 6 | 18 | 25 | -7  |

Santiago Morning bildades efter en sammanslagning av Santiago FC och Morning Star inför den här säsongen. Santiago Morning tog över Santiago FC:s plats i Primera División.
| Primera División Vinnare av Primera División 1936 |
| ------------------------------------------------- |
| Chile                                             |
| Audax Italiano 1:a titeln                         |